# Мадридско въстание
Въстание на 2 май (на испански: Levantamiento del 2 de mayo) или просто 2 май (на испански: Dos de Mayo) е опит за въоръжен бунт на жителите на Мадрид против окупацията на града от войските на френския император Наполеон Бонапарт. Въстанието служи като прелюдия към последвалите продължителни партизански действия по време на Полуостровната война.
Град Мадрид е окупиран от войските на Наполеон на 23 март 1808 г. Крал Карлос IV е принуден да се отрече от престола в полза на сина си, Фернандо VII. Наполеон обаче привиква двамата на френска територия и ги поставя под арест в град Байон. Опитът на командващия френските войски Жоашен Мюра да изведе от страната и дъщерята (Мария-Луиза Испанска) и по-младия син (Франциско де Паула де Бурбон) на Карлос IV води до народно въстание в Мадрид, което е потушено след няколкочасови ожесточени улични боеве. Жестокото потушаване на въстанието и последвалото провъзгласяване за крал на Испания на брата на Наполеон, Жозеф Бонапарт, довеждат до вълнения в цяла Испания.

## Начало и ход на въстанието
Поводът за народния бунт става опитът на френския маршал Мюра да изпрати дъщерята и по-малкия син на Карлос IV в Байон. Първоначално управляващият съвет на града отказва да изпълни искането на Мюра, но в края на краищата дава съгласие след получаването на писмо от Фернандо VII, който също е под арест в Байон.
На 2 май, пред Кралския дворец в Мадрид, започва да се събира тълпа. Жителите влизат в зданието, за да предотвратят тръгването на Франциско де Паула. Мюра изпраща батальон гренадири от императорската гвардия и артилерийски разчети. Артилерията открива огън по събралата се тълпа, която се разбягва, а въстанието започва да обхваща и други части на града.
Лошо въоръжените граждани започват улични боеве с френските войски. Мюра обявява военно положение и въвежда голяма част от войските си в града, започвайки ожесточено сражение около Пуерта дел Сол и Пуерта де Толедо. Гражданската администрация на града е разпусната. Постепенно френските войски установяват контрол над Мадрид, а в боевете загиват стотици жители. Испанските войски, намиращи се в града, съгласно получените заповеди, остават в казармите си. Единственото подразделение, присъединило се към въстаниците, са артилеристите от казармите Монтелеон. Командирите на подразделението, Педро Веларде и Луис Даоис, са почитани като герои в съвременна Испания – и двамата загиват по време на френските атаки над казармите.

## Последствия от въстанието
След потушаването на въстанието последват сурови репресии. Вечерта на 2 май, Мюра създава военен трибунал под председателството на генерал Емануел Груши. Трибуналът издава смъртна присъда на всеки, заловен с оръжие в ръка. В издадената на този ден заповед, Мюрат пише: „Пролята е френска кръв. За това трябва отмъщение. Всички, арестувани при бунта, с оръжие в ръка, ще бъдат разстреляни“. Всички обществени мероприятия са забранени, издадена е заповед да се предаде оръжието на френските власти. Стотици заловени граждани са осъдени на смърт през нощта на 3 май – сцена, запаметена в картината на Гоя „Трети май 1808 година в Мадрид“.
Новината за въстание в Мадрид, достигнала още на 2 май до близкото градче Мостолес, подбужда Хуан Перес Вилямил, секретар на Адмиралтейството и прокурор на Висшия военен съвет, и алкалдите на града да подпишат декларация за обявяване на война, с призив към испанците да се борят за прогонване на окупаторите. По името на градчето, този документ получава името Декларация на алкалдите на Мостолес.
Френските окупатори се надяват, че бързите и жестоки репресии ще покажат на населението, че те са господари на Испания, но въстанието дава силен тласък на съпротивата. През следващите седмици и месеци, броят на въоръжените нападения над французите започва да се увеличава.
2 май е считан за началото на Полуостровната война. Тази дата е и празничен ден на столичния регион Мадрид. На мястото, на което са се намирали казармите Монтелеон, днес е разположен площад Дос де Майо (Площад „Втори май“). Околните квартали носят името район „Маласаня“, на името на малкото момиче Мануела Маласаня, загинало при потушаването на въстанието.
В Мадрид са издигнати няколко паметника на героите на въстанието, включително „Паметник на падналите за Испания“.